# ベン・ウォレス (政治家)
- ベン・ウォーレス

ロバート・ベン・ロバン・ウォレス（Robert Ben Lobban Wallace、1970年5月15日 - ）は、イギリスの政治家。保守党所属。2005年よりワイア・アンド・プレストン・ノース（旧ランカスター・アンド・ワイア）選出の国会議員。 
国会議員就任以前は、1999年から2003年までノース・イースト・スコットランド選出のスコットランド保守党所属のスコットランド議会議員（MSP）を務める。2003年にMSPを辞任し、イングランドのウェストミンスター選挙区から庶民院当選を目指し、ランカシャーに移住した。国会議員に当選後、平議員（約5年間）、ケン・クラーク司法大臣の政務官（2010年 - 2014年）、ウィップ（2014年7月 - 2015年5月）、Northern Ireland Office政務次官（2015年 - 2016年）、安全保障・経済犯罪担当国務大臣（2016年 - 2019年）、ボリス・ジョンソンの支持者であったウォレスは、ジョンソンの首相のもと国防大臣（2019年7月 - 2023年8月）を歴任した。
政界入り前はイギリス陸軍のスコッツ・ガーズに属した。最終階級は陸軍大尉（Captain）。

## 来歴

### 生い立ち
1970年5月15日、ロンドン・ファーンボロー生まれ。父は第1近衛軽騎兵連隊（1st King's Dragoon Guards）所属の兵士で、マラヤ連邦で戦役に従事した。
サマセット州のインデペンデント・スクールであるミルフィールド校（Millfield）を卒業。放課後にはスキー指導員としてアルプバッハ村のオーストリア国立スキー学校で指導した。
サンドハースト王立陸軍士官学校卒業後、1991年にスコッツ・ガーズに任官される。1991年から1998年まで、ドイツ、キプロス、ベリーズ、北アイルランドなどで勤務し、最終的に大尉まで昇格した。北アイルランド時代の1992年には、ウォレスが指揮していたパトロール隊がアイルランド共和軍（IRA）によるイギリス軍への爆弾攻撃を未然に防いだ功績により、柏葉敢闘章（Mentioned in dispatches）を授与された。

### スコットランド議会議員時代
陸軍除隊後、イギリスの貧困地域の出身の部下を指揮した経験から、より向上心を持てる社会を作ることを目指して、政界入りした。1999年、ノース・イースト・スコットランド選出のスコットランド議会議員となる。イングランドのウェストミンスター選挙区からの立候補を目指して2003年に議員の職を辞した。ウォレスはスコットランド保守党の影の健康担当スポークスマン（health spokesman）であった。
2003年から2005年までQinetiQ（旧英国国防省国防評価研究局、Defence Evaluation and Research Agency）の海外ディレクター。

### 国会議員時代
2005年の総選挙でランカスター・アンド・ワイア選挙区から立候補し、当選した。22266票を獲得し、4171票（8.0%）の得票差であった。同議席は以前、労働党のヒルトン・ドーソン（Hilton Dawson）によって保持されていた。同選挙区は2010年に廃止されたため、2010年の総選挙では区割り改定後のワイア・アンド・プレストン・ノース選挙区から立候補し、15844票（30.9%）の得票差となる26877票を得て、再選される。以後、2015年、2017年、2019年の総選挙で再選されている。
2005年から2010年までスコットランド問題特別委員会（Scottish Affairs Select Committee）委員。2006年から2010年まで影のスコットランド大臣。2006年から2014年までイギリス＝イラン議会グループ議長（British–Iran Parliamentary Group）。2008年11月13日、国会議員の経費透明化を促進した功績により、雑誌『スペクテイター』の「スレッドニードル国会議員賞」キャンペーン・オブ・ザ・イヤーを受賞した（United Kingdom parliamentary expenses scandalを参照）。
ウォレスは2008年に、6万3千ポンドの給与に加えて17万5523ポンドを請求し、英国の国会議員の中で4番目に高い経費請求をしたことが明らかになり、地元で批判にさらされた。しかし、自身の選挙区はイングランドの平均的な選挙区より2割近く有権者が多いと主張し、高額な経費を擁護した。

### 副大臣
2010年に国会議員に再選された後、ウォレスは当時の法務大臣兼大法官、後に内閣府無任所大臣であるケン・クラークの政務官に任命された。2012年9月4日、内閣改造の際に財務省のロード・コミッショナーの地位を辞退し、てクラークの政務官に留まった。イングランドとウェールズで同性婚を合法化する2013年結婚（同性カップル）法（Marriage (Same Sex Couples) Act 2013）には反対票を投じた。2014年7月、クラークが平議員に戻ると、政府でウィップの職に就いた。2015年5月、Northern Ireland Office政務次官。
イギリスの欧州連合離脱是非を問う国民投票の後、新首相テリーザ・メイにより、内務省の保安大臣に昇格。2017年12月、大臣の職務が経済犯罪に拡大された。2017年のテロ事件やソールズベリーでのセルゲイ・スクリパル暗殺未遂事件では、保安大臣を務めた。ウォレスは、2017年のウェストミンスター襲撃事件に対する政府の対応を調整する役割を果たし、枢密院に任命された。
ウォレスは2016年の国民投票前、英国の欧州連合（EU）内残留を支持していた。2019年初めに当時のテリーザ・メイ首相のブレグジット離脱協定に賛成し、ブレグジット離脱協定に関する国民投票には反対票を投じた。
2018年2月、ウォレスは労働党党首に対する根拠のない中傷を助長したとして、政敵から批判を浴びた。『サン』紙は、1980年代にジェレミー・コービンが共産主義者のスパイと共謀していたと主張していた。この疑惑に対し、コービンのスポークスマンは、労働党党首が諜報員、資産家、情報提供者であったという指摘は「an entirely false and a ridiculous smear（まったくの虚偽であり、ばかげた中傷だ）」と述べている。こうした疑惑の中、ウォレスは自身のツイートにより批判を浴びた。「Jeremy has been interested in foreign policy issues his entire political career' [sic] – Labour MP Louise Haigh, BBC Daily Politics – yup so was Kim Philby（ジェレミーは政治家としてのキャリアを通じて外交問題に関心を持っていた、- 労働党議員ルイーズ・ヘイ、BBC Daily Politics - そうだ、キム・フィルビー（ソ連のスパイ）もそうだった）」。ウォレスはその後、自分のツイートを擁護し、「wasn't comparing, just saying that being interested in foreign policy isn't an answer to the allegations being made（比較したのではなく、外交政策に関心があることは疑惑に対する答えにはならない、と言っただけだ）」と述べた。スカイニュースにこう語った。「It was a light-hearted dig at Louise Haigh's excuse that Corbyn was interested in foreign affairs ... I was simply saying Kim Philby was also interested in foreign affairs（コービンが外交問題に関心があったというルイーズ・ヘイ氏の言い訳を軽々しく揶揄したものだ。私は、キム・フィルビーも外交問題に関心があったと言っただけだ）」と語った。

### 国防大臣

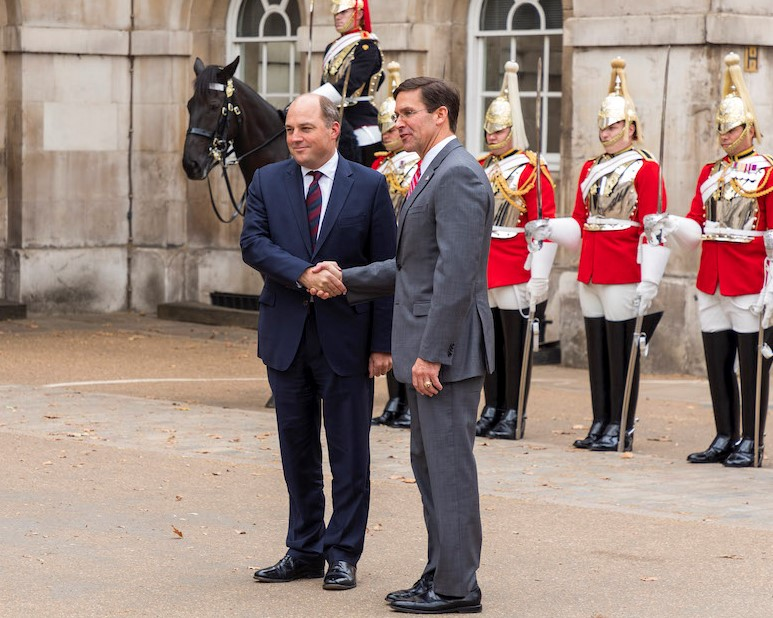
ホース・ガーズでのマーク・エスパーアメリカ合衆国国防長官との会見（2019年9月）

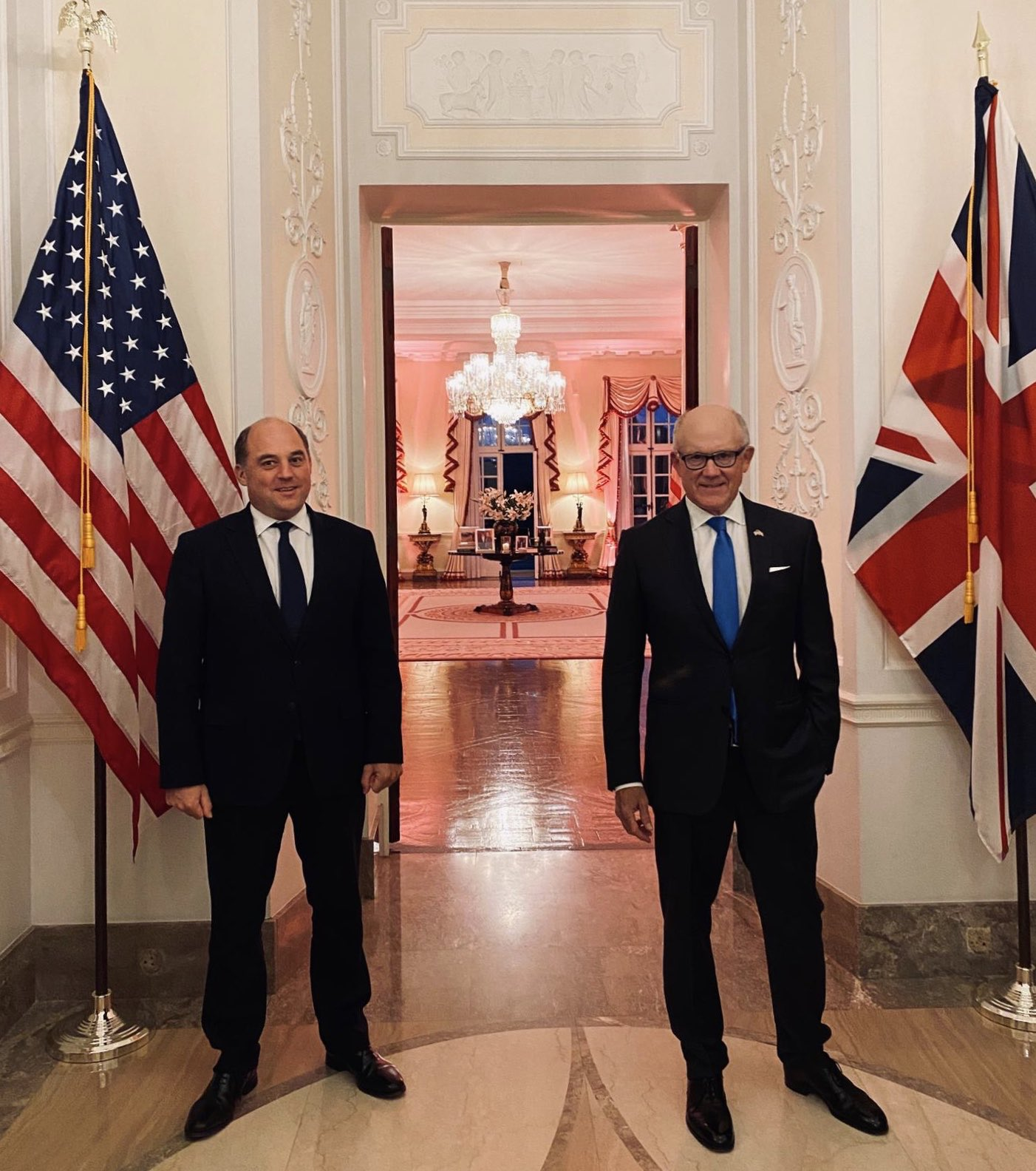
ウッディ・ジョンソン駐英米国大使と共に（2020年9月）

2019年7月24日、ウォレスはペニー・モーダントの後任として、ボリス・ジョンソン首相から国防大臣に任命される。2019年8月の停会騒動（2019 British prorogation controversyを参照）時に、ウォレスがフランスの軍事大臣のフロランス・パルリと会談していたことが露見した。ウォレスは、5週間の議会停会は、新たな立法課題を導入という政府の公式見解ではなく、政府のブレグジット計画を国会議員が阻止するためだと示唆していた。政府は彼の発言に対し、彼は「誤解して（misspoken）」いたと発表した。この停会行為は後に、2019年9月24日付けで最高裁判所により違法と判断されている。
2019年10月13日、NATOの会合で、シリア北東部の「シリア民主軍」に対するトルコの攻撃的姿勢を擁護し、「Turkey needs to do what it sometimes has to do to defend itself（トルコは自国を守るために、時には必要なことを行う必要がある）」とコメントした。この発言は会議の他の代表から非難された。
2020年1月12日、ウォレスはThe Sunday Timesのインタビューで、イギリスは「must be prepared to fight wars without the US（米国抜きで戦争ができるよう準備する必要がある）」と述べた。今後のディフェンス・レビューの見直しは「should be used to make the UK less dependent on the US in future conflicts（将来の紛争で英国が米国に依存しないようにするために利用されるべき）」と述べた。彼のコメントは、ドナルド・トランプ米大統領のアメリカ・ファーストの孤立主義的な政策に呼応して出されたものであった。また、次回のディフェンス・レビューについては、1991年の冷戦終結以来、英国の防衛・外交政策の「deepest review（最も深い見直し）」になるだろうと述べた。
アフガニスタンから米軍の大半が撤退した際には、米国が英国を「very difficult position（常に困難な立場）」に追い込んだと発言した。米軍の撤退が始まって間もなく、タリバンはアフガニスタン政府に対して攻撃を開始し、崩壊しつつあるアフガニスタン軍を前に素早く前進してきた。ウォレスは、タリバンが権力を握った場合、一定の国際規範を守ることを条件に、英国はタリバンと協力する用意があると述べた。

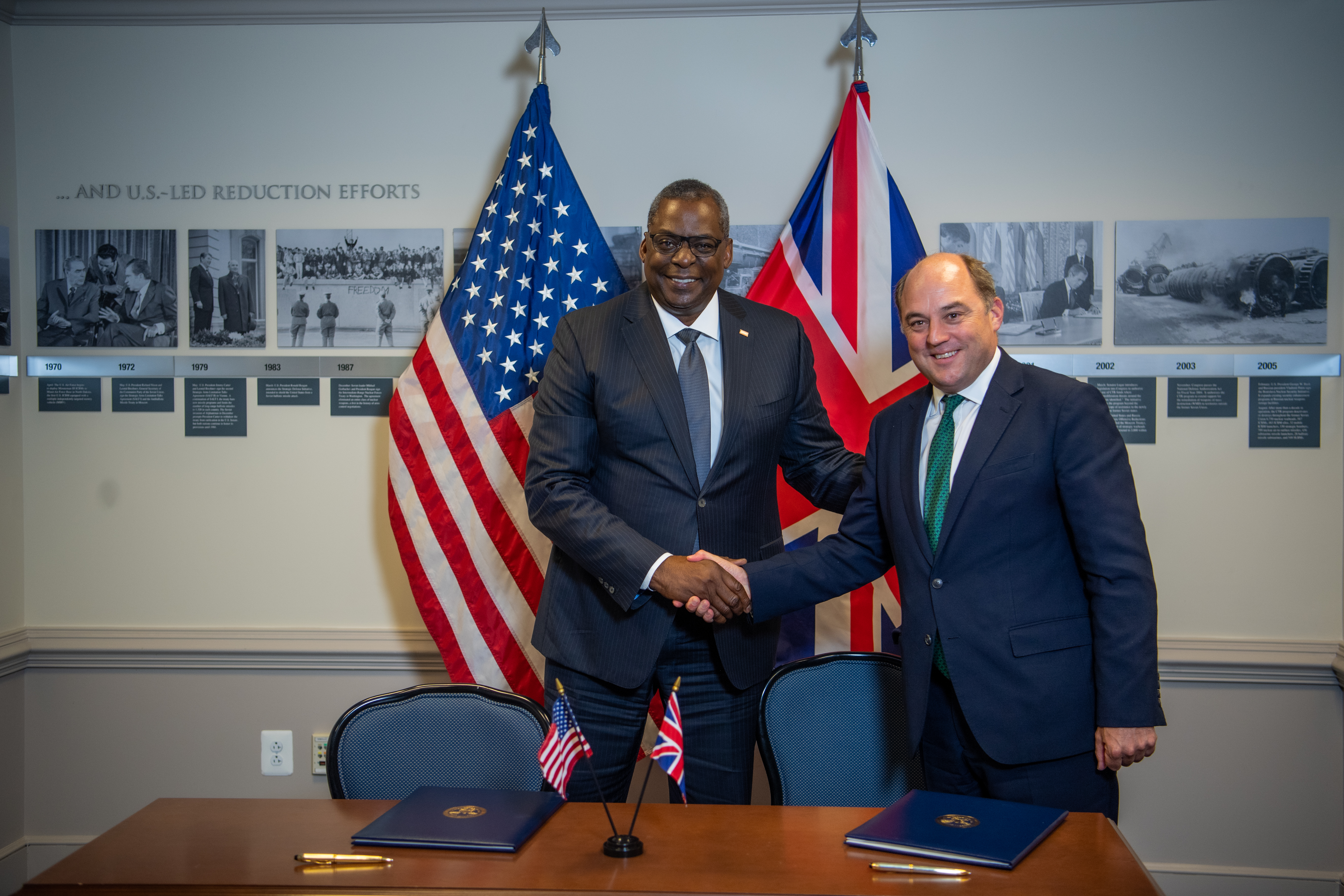
ロイド・オースティンアメリカ合衆国国防長官と共に（2021年7月12日、アメリカ国防総省にて）

2021年8月16日、LBCでアメリカのアフガニスタン撤退についてのインタビュー中、ウォレスはLBCのインタビュアーから「Why do you feel it so personally, Mr Wallace?（なぜウォレスさんはそんなにこのことを個人的に感じるのですか？）」と質問された。彼は感情を込めてこう答えた。「Because I'm a soldier... because it's sad, and the West has done what it's done and we have to do our very best to get people out and stand by our obligations（私が兵士だからだ...悲しいことだ。西側諸国はやってしまったことだ。我々は人々を撤退させるために最善を尽くし、我々の義務を守らなければならない）」と。8月26日、ウォレスは、カーブルで動物保護施設を運営し、71人と100匹以上の動物を英国に運ぶために国防省からプライベートジェットの許可を得ようとしていたペン・ファーシングを見捨てたとして非難された。翌日、彼は50万ドルのプライベート・ジェット機をカーブル国際空港に着陸させる許可を出した。ウォレスは、国防省の職員がファーシングの支持者の一部から虐待を受けていると言った。
ウォレスはサウジアラビアのハーリド・ビン・サルマーン副国防相との電話会談で、サウジアラビアとの防衛関係強化、特に軍事輸出について協議した。2021年12月には、サウジアラビアのムハンマド・ビン・サルマーン皇太子と会談し、防衛を中心とした様々な分野での協力について協議した。
2022年のフォークランド紛争終結40周年を機に、ウォレスは「stand up to bullies（いじめに立ち向かう）」という英国の決定を表明し、英国とアルゼンチンの関係に対する「dialectic tension（弁証法的緊張）」の火花を散らした。アルゼンチン政府は、これらの宣言を「belligerent threats（好戦的な脅し）」「denigrating references（否定的な言及）」と断じた。
2022年2月11日、ロシア連邦のセルゲイ・ショイグ国防相に面会。2022年2月12日、ウォレスはロシアによるウクライナ侵攻の可能性が「highly likely（高い）」と発言し、ウクライナ在住のイギリス市民は外務省から商業的手段（民間交通）があるうちに避難するよう指示されている。駐英ウクライナ大使のヴァディム・プリスタイコ氏は、ウォレス氏がロシアとの外交努力を1930年代の宥和政策と比較したことは助けにならないとし、今は「offend our partners（パートナーを怒らせる）」間違った時期であると述べた。
2022年7月28日、ボリス・ジョンソン首相の後任を決める与党・保守党の党首選でウォレスは、共にウクライナ支援等を行ったリズ・トラス外相を支持すると表明した。トラス内閣、その次のスナク内閣でも国防相に留任。
2023年7月16日に掲載された英紙サンデー・タイムズによるインタビューの中で、次の内閣改造で国防相を退任する意向をリシ・スナク首相に伝えたことと、選挙区の区割り変更に伴って地元の選挙区が消滅する予定の次回総選挙には出馬しない意向を表明した。同年8月31日に国防相を辞任した。

## 私生活
2001年にリザ・クック（Liza Cooke）と結婚し、3人の子供を儲けている。彼の妻は、2019年4月30日より夫のオフィスで非常勤のparliamentary assistantとして勤務している。二人は、ベンがスコットランド議会議員、リザがスコットランド議会の調査員だったときに出会った。ウォレスはランカシャーとロンドンに住んでいる。

## 栄典
|  | General Service Medal | Northern Ireland Clasp | 柏葉敢闘章 |
|  | Diamond Jubilee Medal |                        |            |